# تارسو توه
تارسو توه یک کوه در چاد است که در چاد واقع شده‌است. تارسو توه ۲٬۰۰۰ متر بالاتر از سطح دریا واقع شده‌است.